# Municipio de Pohatcong
El municipio de Pohatcong (en inglés: Pohatcong Township) es un municipio ubicado en el condado de Warren en el estado estadounidense de Nueva Jersey. En el año 2000 tenía una población de 3,416 habitantes y una densidad poblacional de 99 personas por km².

## Geografía
El municipio de Pohatcong se encuentra ubicado en las coordenadas 40°40′1″N 75°9′42″O / 40.66694, -75.16167.

## Demografía
Según la Oficina del Censo en 2000 los ingresos medios por hogar en el municipio eran de $52,188 y los ingresos medios por familia eran $60,208. Los hombres tenían unos ingresos medios de $44,327 frente a los $32,316 para las mujeres. La renta per cápita para la localidad era de $24,754. Alrededor del 4.3% de la población estaba por debajo del umbral de pobreza.